# Bandoneó
El bandoneó és un instrument de vent de teclat, inventat el 1846 per Heinrich Band de Krefeld. En l'actualitat s'utilitza sovint a la música popular de l'Argentina, país el qual ha universalitzat el bandoneó com a instrument destacat del tango, i també a la música popular dels Balcans.

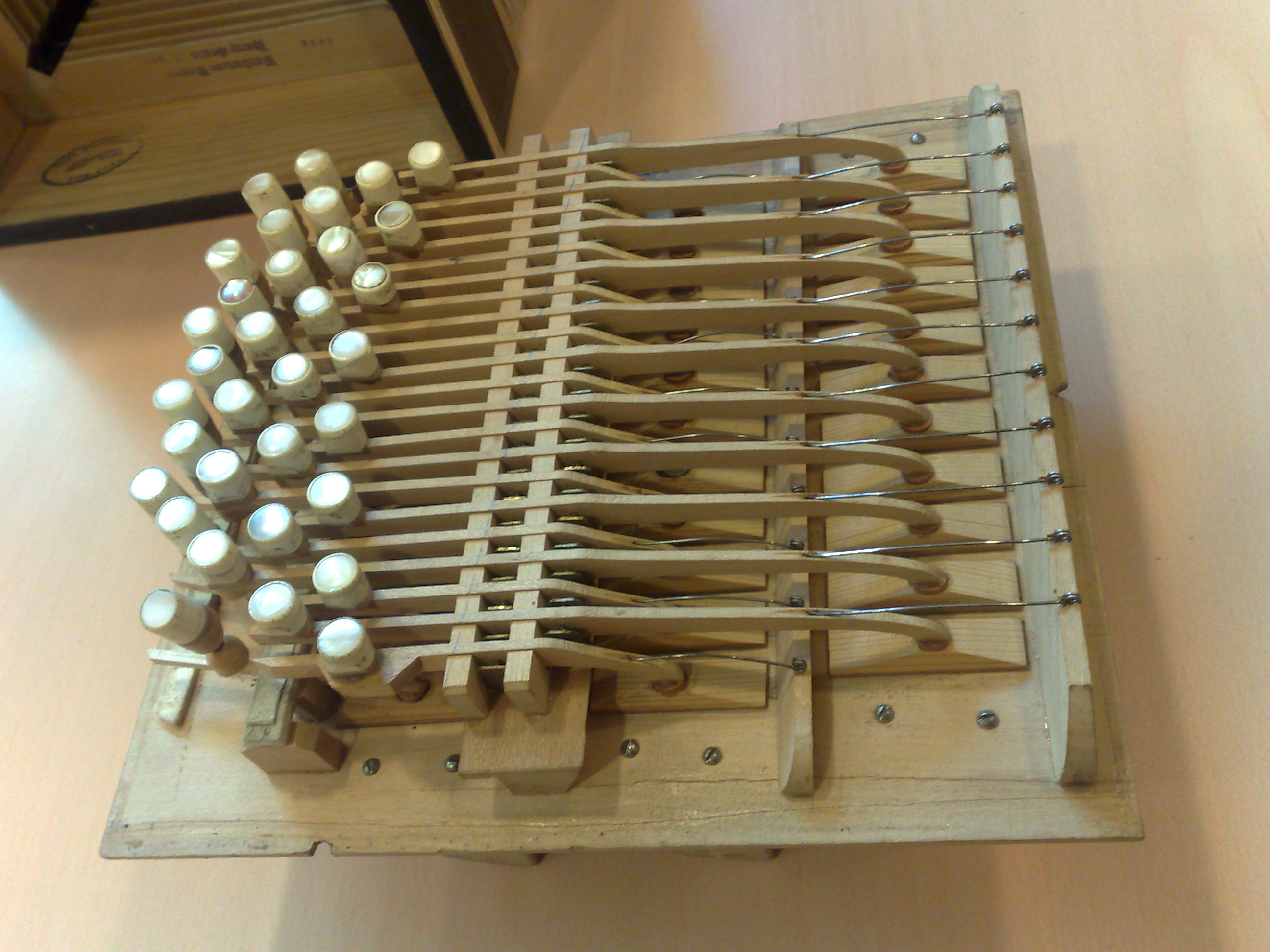
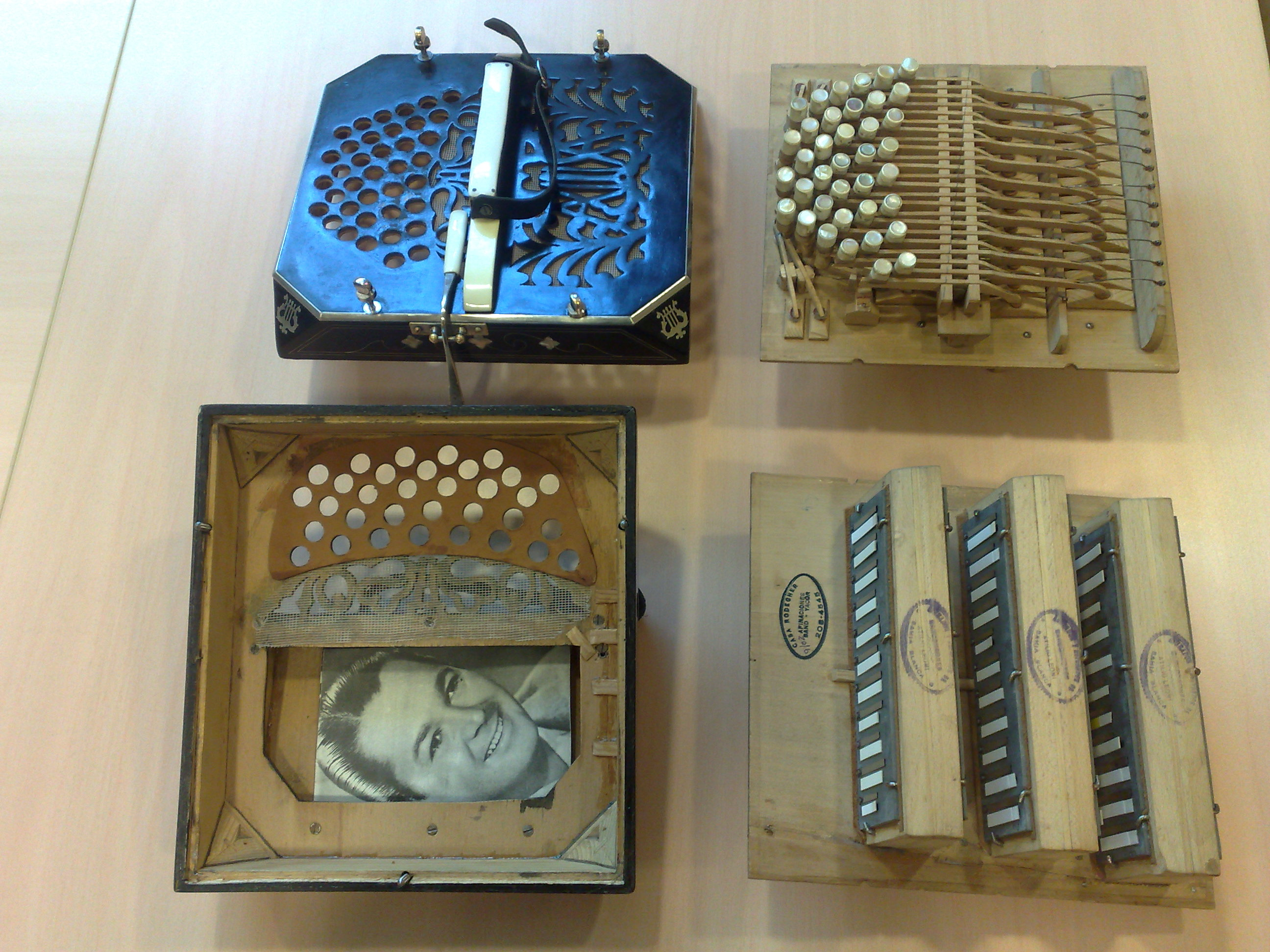
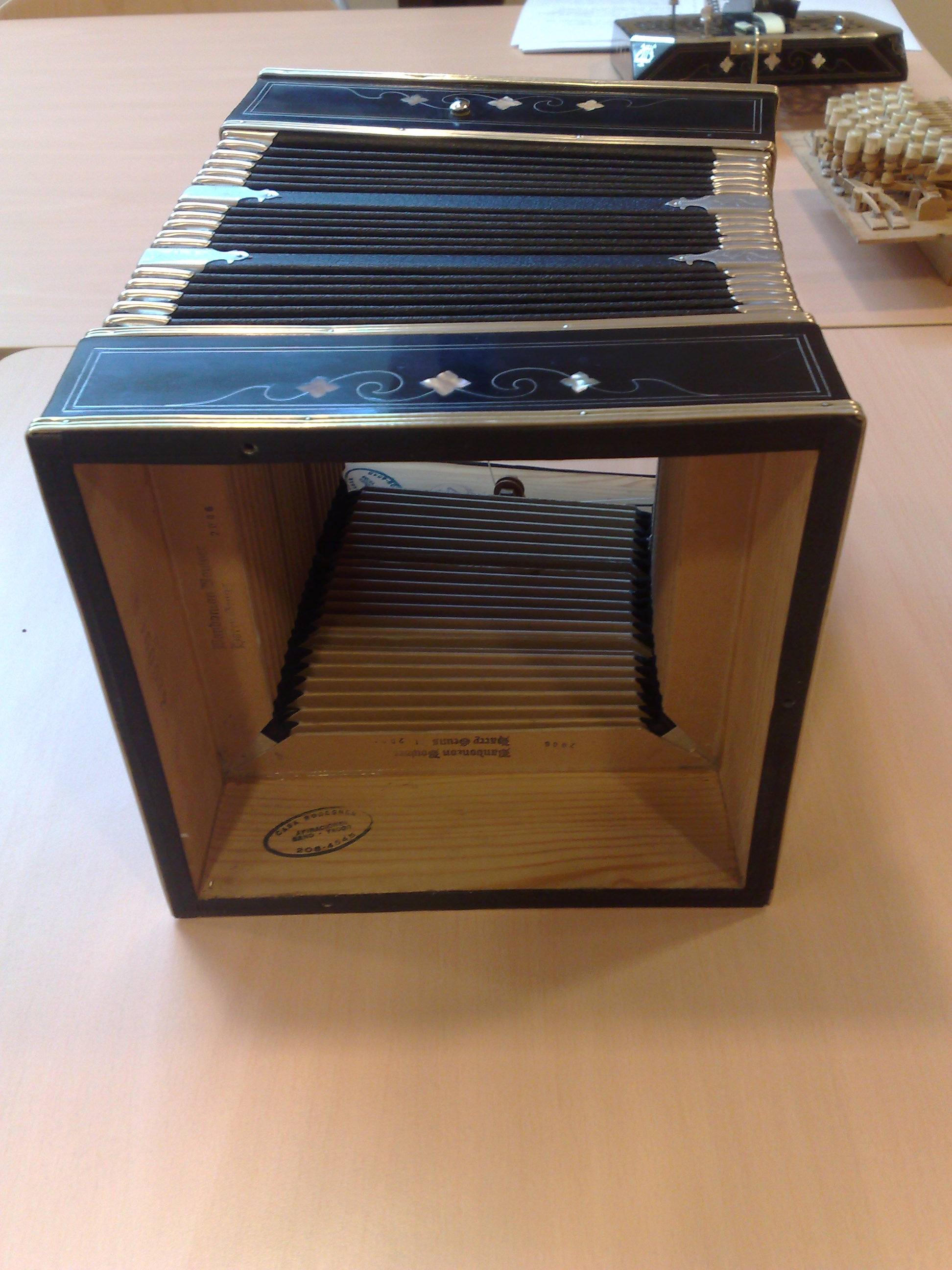
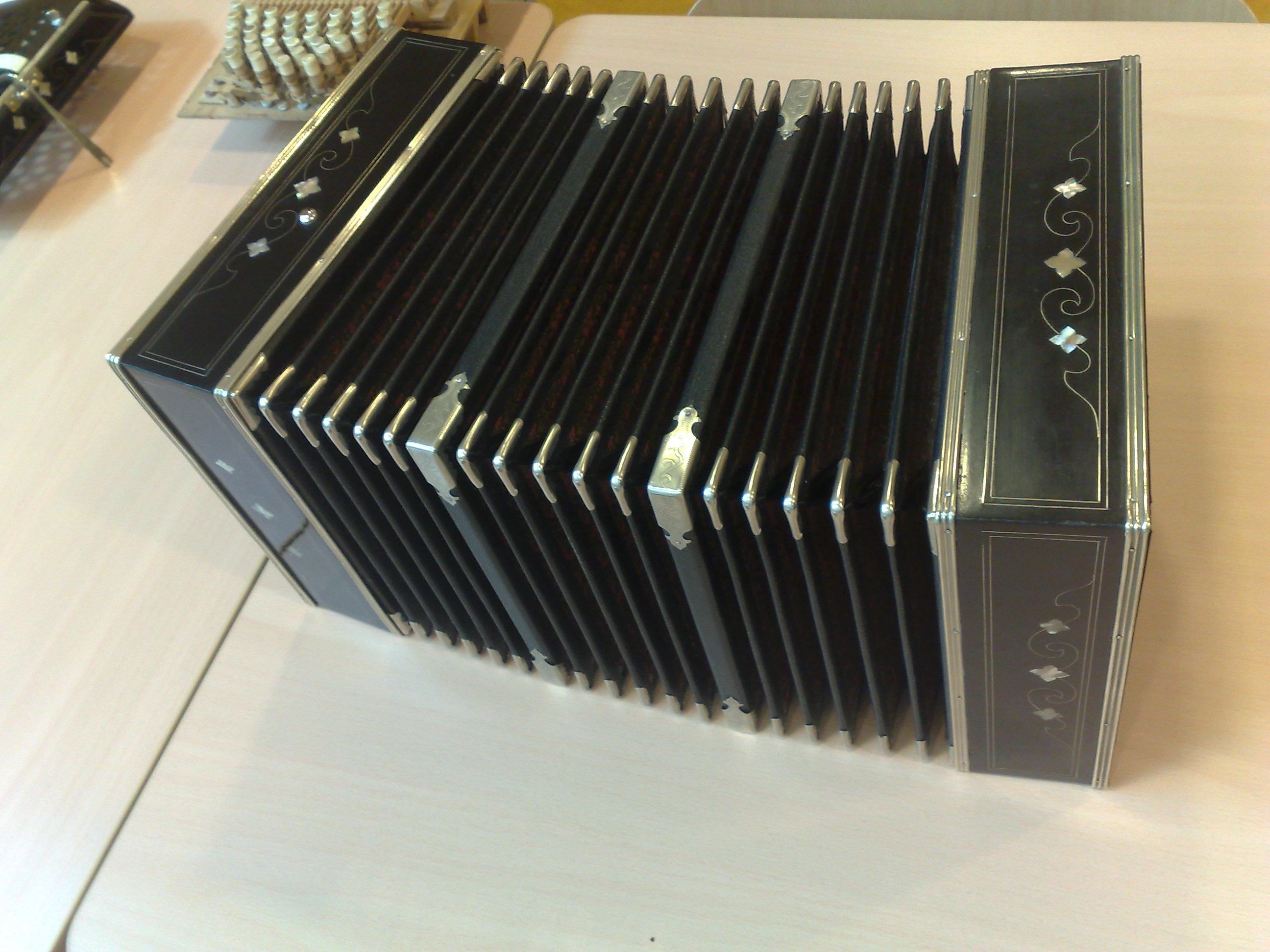
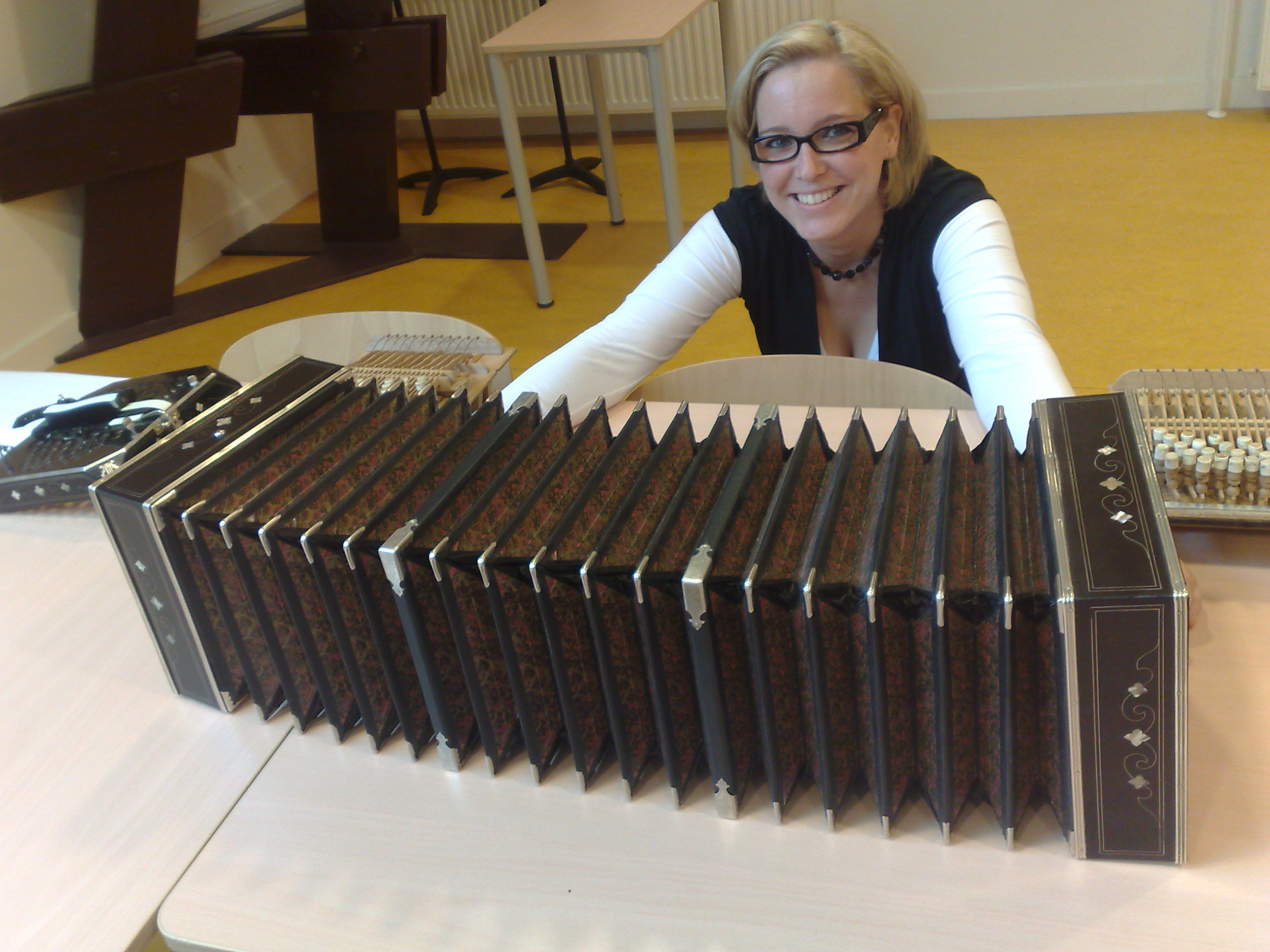